# Carl Maria von Weber (trein)
De Carl Maria von Weber is een internationale trein tussen Praag en Noord-Duitsland en is genoemd naar de Duitse componist Carl Maria von Weber.

## EuroCity
Na de eerste vier EuroCity's in het Elbedal in 1993 volgde op 29 mei 1994 de EC Carl Maria von Weber als vijfde treinpaar op de verbinding tussen Praag en Berlijn. Net als de EC Hungaria en EC Porta Bohemica reed de EC Carl Maria von Weber ten noorden van Berlijn verder naar Hamburg, zodat er drie keer per dag per richting een EuroCity tussen Hamburg en Praag beschikbaar was. De trein kreeg op de bestaande treinen volgende nummers EC 178 en EC 179.
In 2022 draagt EC 170 tussen Praag en Berlijn deze naam. 

### Route en dienstregeling EC 179
| EC 179 | land      | station                       | km | EC 178 |
| ------ | --------- | ----------------------------- | -- | ------ |
| 12:38  | Duitsland | Hamburg Altona                | 0  | 17:15  |
|        | Duitsland | Hamburg Dammtor               |    |        |
|        | Duitsland | Hamburg Hbf                   |    |        |
|        | Duitsland | Buchen                        |    |        |
|        | Duitsland | Ludwigslust                   |    |        |
|        | Duitsland | Wittenberge                   |    |        |
|        | Duitsland | Berlin Hbf                    |    |        |
|        | Duitsland | Elsterwerda                   |    |        |
|        | Duitsland | Dresden-Neustadt              |    |        |
|        | Duitsland | Dresden Hbf                   |    |        |
|        | Duitsland | Bad Schandau                  |    |        |
|        | Tsjechië  | Decín hlavní nádraží          |    |        |
|        | Tsjechië  | Ústí nad Labem hlavní nádraží |    |        |
| 21:13  | Tsjechië  | Praha-Holešovice              |    | 08:47  |

Op 27 mei 1995 werd het traject aan de noordkant ingekort tot Nauen iets ten westen van Berlijn. 24 mei 1998 volgde weer een verlenging aan de noordkant, hierbij werd na Hamburg nog verder naar het noorden gereden tot Westerland op Sylt. Op 28 mei 2000 werd het noordelijke eindpunt gewijzigd in Kiel en een jaar later volgde de inkorting tot Hamburg.Vanaf 15 december 2002 werd weer tot Westerland gereden. In 2003 werd besloten dat de EuroCity's door het Elbedal voortaan geen naam meer zouden dragen en vanaf 14 december 2003 is de treindienst naamloos voortgezet. Op 10 december 2006 volgde een nieuwe inkorting dit keer tot Berlijn Gesundbrunnen en volgde een verlenging aan de zuidkant tot Wenen, al gold dit slechts voor de trein naar Duitsland. De trein in zuidelijke richting eindigde nog steeds in Praag. Door de opening van het nieuwe Berlijnse Hauptbahnhof vond ook een herschikking van de treindienst plaats en kreeg de trein de nummers EC 177 (Berlijn - Wenen) en EC 178 (Praag - Berlijn). Op 9 december 2007 werd de route ten noorden van Berlijn voor beide richtingen verlengd tot Rügen. Tevens werden de treinnummers gewijzigd in EC 370 richting Rügen en EC 371 richting Praag. De andere trein van de ČD kreeg de nummers EC 177 en EC 178 en reed nog een jaar naamloos, totdat hij op 14 december 2008 EC Johannes Brahms werd genoemd.
| EC 370 | land       | station                       | km | EC 371 |
| ------ | ---------- | ----------------------------- | -- | ------ |
| 06:08  | Oostenrijk | Wien Südbahnhof               | 0  | **:**  |
|        | Oostenrijk | Hohenau                       |    | **:**  |
|        | Tsjechië   | Breclav                       |    | **:**  |
|        | Tsjechië   | Brno                          |    | **:**  |
|        | Tsjechië   | Pardubice                     |    | **:**  |
|        | Tsjechië   | Praag Holesovice              |    | 19:31  |
|        | Tsjechië   | Ústí nad Labem hlavní nádraží |    |        |
|        | Tsjechië   | Decin                         |    |        |
|        | Duitsland  | Bad Schandau                  |    |        |
|        | Duitsland  | Dresden Hbf                   |    |        |
|        | Duitsland  | Dresden Neustadt              |    |        |
|        | Duitsland  | Elsterwerda                   |    |        |
|        | Duitsland  | Berlin Südkreuz               |    |        |
|        | Duitsland  | Berlin Hbf                    |    |        |
|        | Duitsland  | Berlin Gesundbrunnen          |    |        |
|        | Duitsland  | Bernau bei Berlin             |    |        |
|        | Duitsland  | Eberswalde Hbf                |    |        |
|        | Duitsland  | Angermünde                    |    |        |
|        | Duitsland  | Prenzlau                      |    |        |
|        | Duitsland  | Pasewalk                      |    |        |
|        | Duitsland  | Züssow                        |    |        |
|        | Duitsland  | Greifswald                    |    |        |
|        | Duitsland  | Stralsund                     |    |        |
|        | Duitsland  | Bergen auf Rügen              |    |        |
| 19:27  | Duitsland  | Ostseebad Binz                |    | 10:42  |

Op 14 december 2008 werden de treinnummers met 8 verhoogd en kreeg de trein zijn naam terug, zodat nu als EC Carl Maria von Weber met de nummers EC 378 en EC 379 tussen Wenen en Rügen gereden wordt.